# 拉法卢瓦斯
拉法卢瓦斯（法語：La Faloise，法語發音：[la falwaz]）是法国上法蘭西大區索姆省的一个市镇，属于蒙迪迪耶区。

## 地理
拉法卢瓦斯（49°41'57"N, 2°20'28"E）面积9.75 平方千米，位于法国上法蘭西大區索姆省，该省份为法国北部沿海省份，北起加来海峡省和北部省，西接滨海塞纳省和大西洋英吉利海峡，南至瓦兹省，东临埃纳省。
与拉法卢瓦斯接壤的市镇（或旧市镇、城区）包括：福勒维尔、帕亚尔、绍苏瓦埃帕尼、希尔蒙、埃斯克兰维莱尔、阿利维莱尔。
拉法卢瓦斯的时区为UTC+01:00、UTC+02:00（夏令时）。

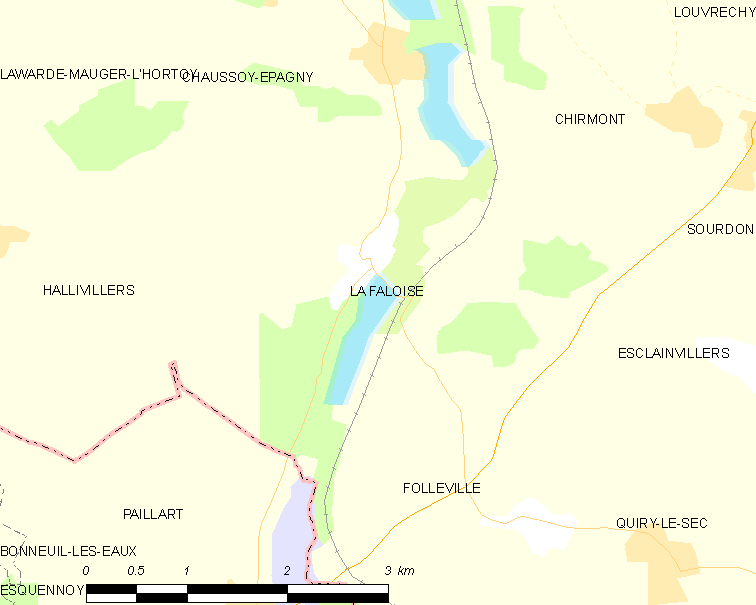
拉法卢瓦斯的OSM定位图

## 行政
拉法卢瓦斯的邮政编码为80250，INSEE市镇编码为80299。

## 政治
拉法卢瓦斯所属的省级选区为努瓦河畔阿伊县。

## 人口

1962-2008年间拉法卢瓦斯人口变化图示

拉法卢瓦斯于2022年1月1日时的人口数量为215人。